# بازار أصفهان
بازار أصفهان هي بازار تاريخية تعود إلى عصر السلالة الصفوية، وتقع في أصفهان.